# Jacek Dehnel
Jacek Maria Dehnel (Danzica, 1º maggio 1980) è un poeta, scrittore e pittore polacco noto per essere uno degli scrittori polacchi più promettenti del secolo.
Studente di Letteratura e Filosofia presso l'Università di Varsavia, ha esordito nel 1999 con la collezione di racconti Kolekcja. Collabora con diverse riviste letterarie e non - Kwartalnik Artystyczny, Studium, Przegląd Artystyczno-Literacki, Topos, Tytuł, Undergrunt - e con il sito internet Nieszuflada. Per queste riviste e non solo, ha tradotto le opere di poeti quali Mandelstam (dal russo), W. H. Auden, Philip Larkin, George Szirtes e Mary Oliver (dall'inglese). Ha permesso di far conoscere il musicista e compositore argentino Astor Piazzolla in Polonia. Come poeta, la sua prima raccolta di versi è stata raccomandata dal connazionale Premio Nobel Czesław Miłosz. Residente a Varsavia. Ha vinto diversi premi, tra i quali si ricordano il Premio Kościelski nel 2004 e il Paszport Polityki nel 2007.

## Elenco delle opere (titoli in Polacco)

### Prosa
- Kolekcja Gdańsk, Marpress 1999
- Lala, WAB 2006
- Rynek w Smyrnie, WAB 2007
- Balzakiana, WAB 2008

### Poesia
- Żywoty równoległe Kraków, Zielona Sowa 2004
- Wyprawa na południe Tychy, Teatr Mały w Tychach 2005
- Wiersze Warszawa, Lampa i Iskra Boża 2006
- Brzytwa okamgnienia, Wrocław, Biuro Literackie 2007